# I'm Into Folk
I'm Into Folk is een nummer van de Belgische band The Radios uit 1989. Het is de eerste single van hun debuutalbum No Television. Het is een bewerking van de Ierse traditional ‘The Irish Washerwoman’.
"I'm Into Folk" is een vrolijk nummer waarin de ik-figuur zijn liefde voor de folk bezingt, terwijl zijn vrienden meer hiphop-fans zijn. Ondanks slechts een 29e positie in de Vlaamse Radio 2 Top 30, geniet het nummer wel grote populariteit in Vlaanderen. In 2009 werd het bijvoorbeeld opgenomen in De Eregalerij van Radio 2. Ook in Nederland werd het nummer een hit; het haalde de 20e positie in de Nederlandse Top 40.